# Bezirk Schüttenhofen
Der Bezirk Schüttenhofen (tschechisch Okresní hejtmanství Sušice) war ein Politischer Bezirk im Königreich Böhmen. Der Bezirk umfasste Gebiete in Südwestböhmen im heutigen Plzeňský kraj (Okres Klatovy). Sitz der Bezirkshauptmannschaft war die Stadt Schüttenhofen (Sušice).

## Geschichte
Die modernen, politischen Bezirke der Habsburgermonarchie wurden 1868 im Zuge der Trennung der politischen von der judikativen Verwaltung geschaffen.
Der Bezirk Schüttenhofen wurde 1868 aus den Gerichtsbezirken Bergreichenstein (tschechisch soudní okres Kašperské Hory) und Schüttenhofen (Sušice) gebildet.
1873 wurde die Errichtung des Gerichtsbezirks Hartmanitz (Hartmanice) beschlossen, wozu zehn Gemeinden aus dem Gerichtsbezirk Schüttenhofen sowie eine Gemeinde aus dem Gerichtsbezirk Bergreichenstein zum Gerichtsbezirk Hartmanitz zusammengeschlossen wurden.
Das Bezirksgericht Hartmanitz nahm am 2. März 1874 seine Tätigkeit auf.
Im Bezirk Schüttenhofen lebten 1869 53.839 Personen, wobei der Bezirk ein Gebiet von 15,2 Quadratmeilen und 66 Gemeinden umfasste.
1900 beherbergte der Bezirk 74.195 Menschen, die in 114 Gemeinden lebten.
Der Bezirk Schüttenhofen umfasste 1910 eine Fläche von 817,05 km² und eine Bevölkerung von 53.295 Personen. Von den Einwohnern hatten 1910 31.760 Tschechisch und 21.379 Deutsch als Umgangssprache angegeben. Weiters lebten im Bezirk 156 Anderssprachige oder Staatsfremde. Zum Bezirk gehörten drei Gerichtsbezirke mit insgesamt 69 Gemeinden bzw. 136 Katastralgemeinden.
Das Gebiet gehörte seit 1918 zur neu gegründeten Tschechoslowakei und wurde infolge des Münchner Abkommens 1938 als Teil des Sudetengebiets dem Deutschen Reich zugeschlagen. 1939 wurden die Gerichtsbezirke Bergreichenstein und Hartmanitz sowie angrenzende Ortschaften als Landkreis Bergreichenstein an das Land Bayern angeschlossen. Nach Ende des Zweiten Weltkriegs wurde das Gebiet 1945 wieder der Tschechoslowakei übertragen und ist seit 1993 ein Teil Tschechiens.